# 七取村
七取村（ななとりむら）は三重県桑名郡にあった村。現在の桑名市多度町の北東部にあたる。

## 地理
- 河川：揖斐川、多度川、山除川
- 湖沼：琵琶池、ジンロク池、西田池

## 歴史
- 1889年（明治22年）4月1日 - 町村制の施行により、香取村・福永村・西平賀村・上之郷村・東平賀村・古敷村・西平賀新田の区域をもって発足。
- 1955年（昭和30年）1月8日 - 多度町・野代村・古浜村・古美村と合併し、改めて多度町が発足。同日七取村廃止。